# Eddington (Mondkrater)
Eddington ist der mit Lava gefüllte Rest eines lunaren Einschlagkraters. Er liegt im westlichen Teil des Oceanus Procellarum.
Sein Westrand überdeckt den Ostrand des Struve-Kraters und im Ost-Südosten liegt der kleine, aber bekannte Seleucus-Krater. Im Süden befindet sich der Krafft-Krater.
Der südliche und südöstliche Randwall sind fast komplett verschwunden, weshalb man nur noch ein paar Felsvorsprünge und Hügel im Mare sieht, die sich entlang des ehemaligen Kraters ziehen. Der Krater ist also eher wie eine Bucht des Oceanus Procellarum, die in Richtung Süden zum Meer hin geöffnet ist. Der Boden des Kraters ist praktisch eben und es gibt außer dem beinahe versunkenen Krater Eddington P im südöstlichen Sektor keine erwähnenswerten weiteren Krater innerhalb des Hauptkraters. Sollte der Krater einmal eine zentrale Erhebung gehabt haben, so ist diese nicht länger auszumachen.
| Buchstabe | Position           | Durchmesser | Link |
| --------- | ------------------ | ----------- | ---- |
| P         | 21,01° N, 71,08° W | 11 km       |      |